# Adel Aref
Adel Aref, né le 2 mars 1980 à Tunis[réf. nécessaire], est un arbitre de tennis international tunisien.

## Carrière

### Arbitre
Responsable de la formation des officiels dans la perspective des Jeux olympiques de 2004 et 2008, Adel Aref est aussi directeur de l'arbitrage au sein de la Confédération africaine de tennis.
Premier Arabe et plus jeune personne à recevoir le badge d'or de l'arbitrage remis par la Fédération internationale de tennis,, il officie lors des Jeux olympiques de 2000, 2004 et 2008,. En 2006, il est impliqué dans un cas de contestation d'un juge de ligne lors du tournoi de Miami et se fait insulter par Andy Murray lors d'un match de la coupe Davis.

### Autres fonctions
Il a servi au sein de la Fédération de tennis du Qatar et comme chef de cabinet de Nasser al-Khelaïfi, président du Paris Saint-Germain (PSG),. En 2022, désormais à la tête des relations publiques de BeIn Sports, il est entendu comme témoin dans une enquête sur des soupçons de trafic d'influence au PSG et porte plainte contre X, notamment pour harcèlement moral et atteinte à la vie privée.
En 2023, il devient le manager de la joueuse Ons Jabeur via l'agence Evolve. 
Aref est aussi le PDG de AASolutions, une agence spécialisée en marketing personnel, réseautage d'affaires, événements de luxe et gestion de carrières artistiques, et soutient l'association Darna.